# Рейган, Фэй
Фэй Рейган (англ. Faye Reagan, ранее Фэй Валентайн (англ. Faye Valentine), настоящее имя Фэй Джиллиан Хэннинг (англ. Faye Jillian Henning); родилась 19 сентября 1988, Нашвилл, Теннесси, США) — американская порноактриса.

## Карьера
В мае 2008 года она была одной из моделей на обложке журнала AVN. Она появилась на 12-й ежегодной эротической конференции в Los Angeles Convention Center в июне 2008 года. Постоянный партнер Фей — коллега-актёр Дейн Кросс, с которым она регулярно работает с 2007 года.
Она появилась в журнале American Apparel в середине 2008 года как Джиллиан.
Не снималась в сценах анального секса.
На 2014 год снялась в 246 порнофильмах.
Пропала без вести в Лас-Вегасе 7 мая 2025 года.

## Премии и номинации
| Награды | Награды    | Награды                                              | Награды                          | Награды   |
| Год     | Награда    | Категория                                            | Фильм                            | Результат |
| ------- | ---------- | ---------------------------------------------------- | -------------------------------- | --------- |
| 2009    | AVN Award  | Лучшая новая звездочка                               |                                  | Номинация |
| 2009    | AVN Award  | Лучшая сольная сексуальная сцена                     | Paid Companions                  | Номинация |
| 2009    | AVN Award  | Лучшая сцена орального секса                         | The Gauntlet 3                   | Номинация |
| 2009    | AVN Award  | Лучшая групповая сексуальная сцена                   | The Gauntlet 3                   | Номинация |
| 2009    | XRCO Award | Новая звездочка                                      |                                  | Номинация |
| 2009    | XRCO Award | Cream Dream                                          |                                  | Номинация |
| 2010    | AVN Award  | Лучшие девушки в сцене трио                          | All About Ashlynn 2: Girls Only  | Номинация |
| 2010    | AVN Award  | Лучший спектакль                                     | Young & Glamorous                | Номинация |
| 2010    | AVN Award  | Лучшие девушки в групповой сцене                     | The Condemned                    | Номинация |
| 2010    | AVN Award  | Лучшие девушки в сцене трио                          | Pin-Up Girls 5                   | Номинация |
| 2010    | AVN Award  | Лучшая парная сексуальная сцена                      | Pornstars Punishment             | Номинация |
| 2010    | AVN Award  | Лучший POV сексуальная сцена                         | Fucked on Sight 7                | Номинация |
| 2010    | AVN Award  | Лучшая сольная сексуальная сцена                     | Breast Meat 3                    | Номинация |
| 2010    | AVN Award  | Лучшие девушки в сцене трио (девушка-девушка-парень) | WKRP in Cincinnati: A XXX Parody | Номинация |
| 2010    | AVN Award  | Лучшая актриса                                       |                                  | Номинация |

## Избранная фильмография

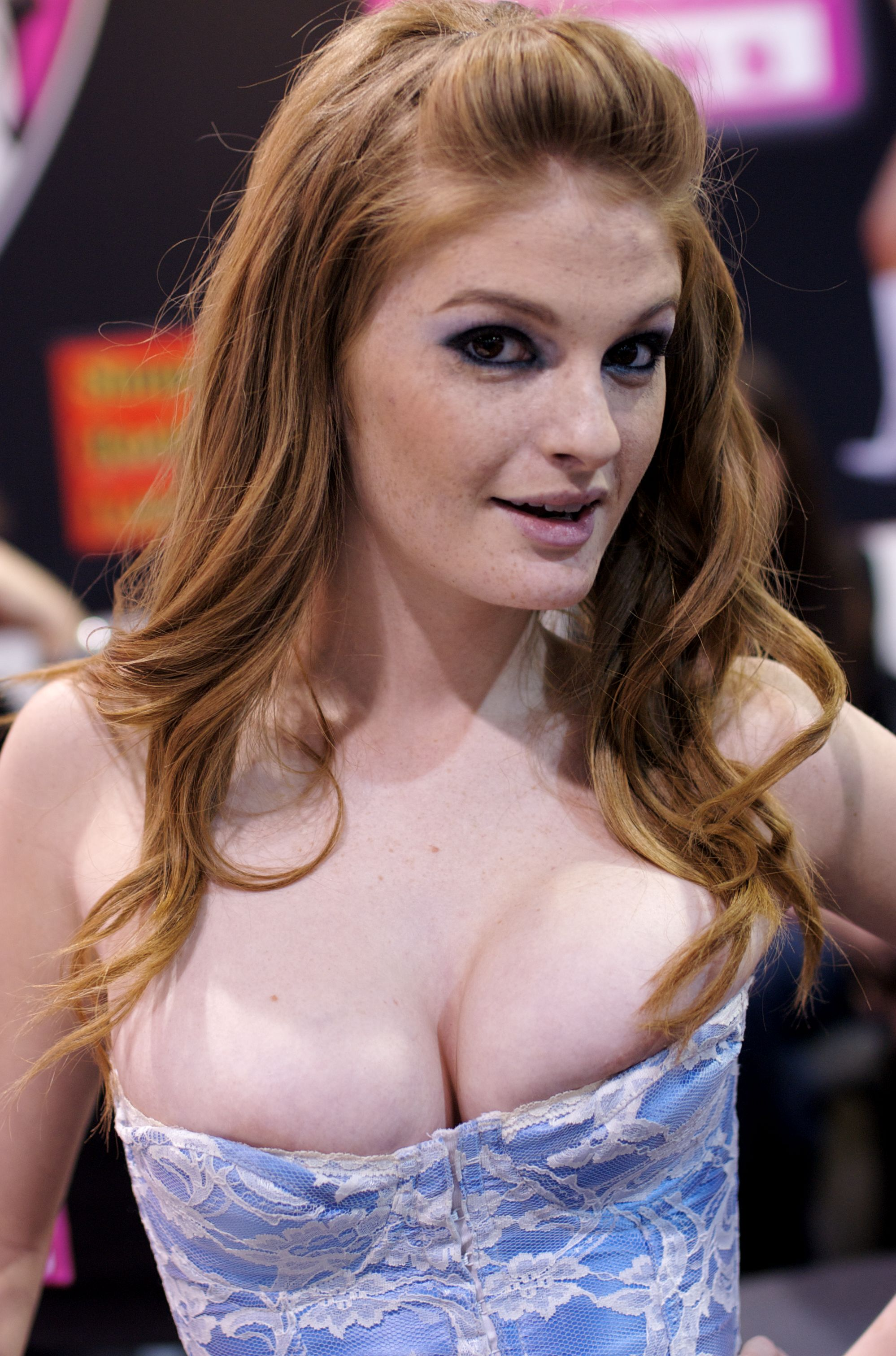
Фэй Рейган

- Baby Got Boobs 3
- Naughty Nanny 3
- Addicted To Pleasure
- College Dropout 2
- Down Town Girls
- Naughty Rich Girls 6
- Big Tits in Sports 6
- Girls in White 5
- Miss Blackwood Diaries
- Fuck for Dollars 5
- She Is Half My Age
- This Ain’t Hollywood Squares XXX
- Power Fuck
- Teen Cream
- Payment
- Naughty Bookworms 21
- Teen Hitchhikers 20
- Wife Switch 12
- Triple Trouble
- Office: A XXX Parody
- Teens For Toys